# ジョヴァンニ・ディ・ニコラオ・アルノルフィーニの肖像
『ジョヴァンニ・ディ・ニコラオ・アルノルフィーニの肖像』（ジョヴァンニ・ディ・ニコラオ・アルノルフィーニのしょうぞう、蘭: Portret van Giovanni di Nicolao Arnolfini、英: Portrait of Giovanni di Nicolao Arnolfini）は、初期フランドル派の巨匠ヤン・ファン・エイクが1438年ごろ、板上に油彩で描いた肖像画である。1434年の名高い『アルノルフィーニ夫妻像』 (ロンドン・ナショナル・ギャラリー) の人物との容貌の類似性から、同じ人物を描いているとみなされている。しかし、モデルの人物はジョヴァンニ・ディ・ニコラオ・アルノルフィーニではなく、彼の兄ミケーレであるという説もある。作品は現在、ベルリン絵画館に所蔵されている。なお、絵画館では、モデルをアルノルフィーニ家の人物の可能性があるとしつつも特定化しておらず、絵画の題名を『ある男性の肖像』（独: Bildnis eines Mannes (aus der Familie Arnolfini?)）としている。

## 作品

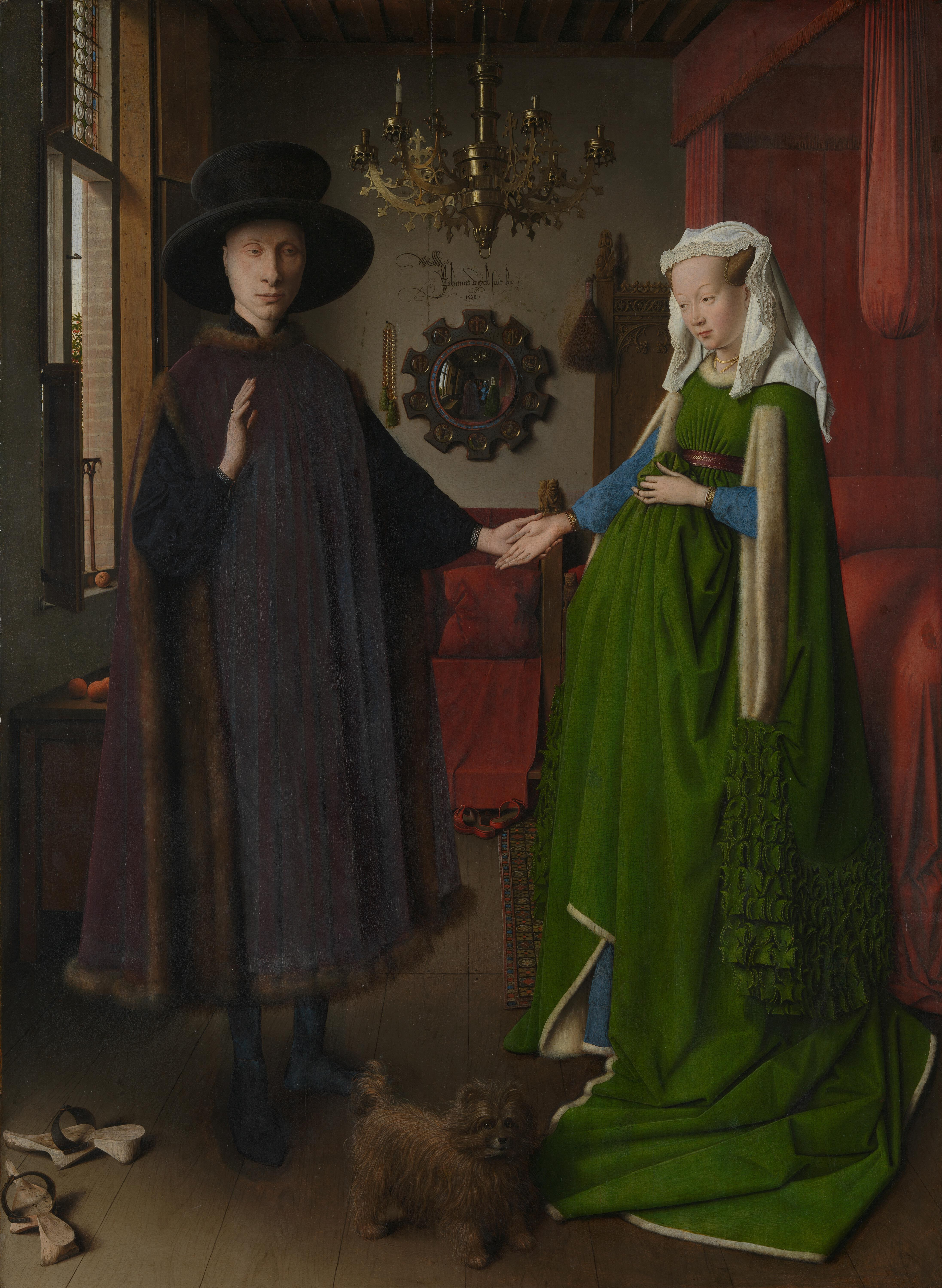
ヤン・ファン・エイク『アルノルフィーニ夫妻像』 (1434年) 、ナショナル・ギャラリー (ロンドン)

この絵画は長い間、ヤン・ファン・エイクの「自画像」であるとみなされていた。本作は色彩、衣装、雰囲気の点で、一般に「自画像」とされる、赤いシャプロンを被った『男性の肖像』 (ロンドン・ナショナル・ギャラリー) と非常に類似しているのである。本作が『アルノルフィーニ夫妻像』のアルノルフィーニと関連づけられたのは、後になってからのことにすぎない。
この絵画はヤン・ファン・エイクによるジョヴァンニ・ディ・ニコラオ・アルノルフィーニの2番目の肖像画ということになる。しかし、本作のほうが人物が老けてみえるので、その制作年は『アルノルフィーニ夫妻像』の数年後であろう。アルノルフィーニは、中部イタリア・トスカーナ地方のルッカ出身の富裕な商人で、メディチ家の代理人を務め、人生の大部分をフランドルで過ごした。
アルノルフィーニは、暗茶色の毛皮の縁取りが付いた暗緑色のガウンを身に着けている。頭頂部にコルネットが結ばれた赤いシャプロンを被って、垂れ布が背後に下がっている。布の縁は捻じれている。彼は非常な写実性で描かれている。彼の顔の欠点を隠すようないかなる試みもされていない。小さく、やや東洋的な目、大きな鼻、謎めいたまなざしをしている。
左手にある巻物の意味とその重要性は不明である。金融と通商にかかわるものであるのかもしれず、当時、ヨーロッパの銀行業にちょうど導入されていた一種の国際的為替手形である可能性もある。アルノルフィーニの組んだ腕は、現存しない本来の額縁の上にのせられていたであろう。ヤン・ファン・エイクのほかの単身胸像のように、本来の額縁は絵画の制作年を示す銘文を含んでいたであろう。絵画の制作年については異なる見解があり、可能性がある年として1434年から1438年までと幅がある。今日、1438年というのが一般的に認められている。
ヤン・ファン・エイクがアルノルフィーニの肖像を2点描いたことは、アルノルフィーニが画家の友達だったのではないかという推測を生んでいる。長年、2作品は関連づけられることはなく、人物の素性は不明であった。しばしば、ロンドンの『アルノルフィーニ夫妻像』は、画家とその妻マーガレット (Margaret)  の肖像であるとみなされていた。1857年に、クロウとカヴァルカセッレがロンドンの夫妻像を16世紀初期のマルグリット・ドートリッシュの目録と結びつけ、人物をジョヴァンニ・アルノルフィーニと、彼のおそらくすでに亡くなっていた妻ジョヴァンナ・チェナーミ (Giovanna Cenami) として特定化した。